# Кормильцев Сергій Геннадійович
Сергій Геннадійович Кормильцев (* 22 січня 1974, Барнаул, РРФСР) — колишній український та російський футболіст, півзахисник, відомий за виступами у складі київського «Динамо», московського «Торпедо», а також національної збірної України. Майстер спорту міжнародного класу України (2005).

## Клубна кар'єра
Вихованець барнаульського футболу. На дорослому рівні дебютував 1991 року у друголіговому «Динамо» (Барнаул).
Згодом, протягом 1994—1996 років грав у складі команди «Зоря» (Ленінськ-Кузнецький), звідки був запрошений до представника російської першої ліги — «Уралана» з Елісти, з яким 1997 року виборов право виступів у розіграші вищої ліги сезону 1998. До Елісти гравець прибув на запрошення головного тренера команди, українського спеціаліста Павла Яковенка, який свого часу виступав за київське «Динамо» під керівництвом Валерія Лобановського. 1998 року молодий тренер порекомендував своєму вчителю, який на той час знову очолював «Динамо», звернути увагу на Кормильцева. За результатами перегляду однієї з ігор «Уралана» гравець, разом із партнером по команді Артемом Яшкіним, отримав запрошення до Києва.
У київському клубі дебютував 11 березня 1999 року у грі чемпіонату проти маріупольського «Металурга». Втім, на відміну від того ж Яшкіна, відразу закріпитися в основному складі «Динамо» не вдалося, грав за другу команду клубу, значну частину матчів головної команди розпочинав на лаві запасних. Усього провів у «Динамо» півтори сезони, відігравши за «Динамо» в чемпіонатах України 28 матчів та відзначившись одним забитим голом.
Після завершення сезону 1999-00 залишив Київ та повернувся в Росію, уклавши контракт з московським «Торпедо», у якому відразу отримав постійне місце в основному складі. Відіграв за «торпедівців» 6,5 сезонів, здобувши зокрема бронзові медалі російської першості у 2000. Залишив Москву влітку 2006 року, а на початку 2007 уклав піврічний контракт з луганською «Зорею». У цьому клубі був обраний капітаном команди, однак узяв участь лише у трьох її матчах у чемпіонаті України у березні 2007.
Після Луганська повернувся до рідного Барнаула, де грав за місцеву аматорську команду, восени 2007 очолював селекційну службу московського «Торпедо». Останнім професійним клубом в ігровій кар'єрі стало барнаульске «Динамо», в якому свого часу ця кар'єра й розпочиналася. 2008 року відіграв за барнаульський клуб у першому дивізіоні російського дивізіону 25 матчів, після зміни тренерського штабу команди вирішив завершити кар'єру гравця.

## Виступи за збірні
1998 року, виступаючи за «Уралан», отримав виклик до збірної Росії, яка експериментальним складом проводила контрольний матч проти бразильців. Участю у цьому програному росіяними з рахунком 1:5 матчі кар'єра Кормильцева у російській збірній й обмежилася.
Невдовзі після переїзду до Києва отримав пропозицію від Валерія Лобановського, який тоді одночасно очолював київське «Динамо» і національну збірну України, змінити громадянство та виступати за українську збірну. Приставши на цю пропозицію, вже 26 квітня 2000 року дебютував у складі збірної України у товариському матчі проти збірної Болгарії. Наступного разу був викликаний до української збірної вже з московського «Торпедо» навесні 2002. Усього взяв участь у 15 іграх головної команди України.

### Матчі у складі збірних
| Дата       | Місто     | Господарі | Результат | Гості | Турнір           | Голи | Примітки         |
| ---------- | --------- | --------- | --------- | ----- | ---------------- | ---- | ---------------- |
| 18/11/1998 | Форталеза | Бразилія  | 5 – 1     | Росія | товариський матч | -    | Замінений на 38' |
| Усього     |           | Матчів    | 1         |       | Голів            | 0    |                  |

| Дата       | Місто             | Господарі         | Результат | Гості     | Турнір            | Голи | Примітки         |
| ---------- | ----------------- | ----------------- | --------- | --------- | ----------------- | ---- | ---------------- |
| 26/04/2000 | Софія             | Болгарія          | 0 – 1     | Україна   | товариський матч  | -    | Вийшов на 72'    |
| 27/03/2002 | Констанца         | Румунія           | 4 – 1     | Україна   | товариський матч  | -    | Вийшов на 46'    |
| 17/04/2002 | Київ              | Україна           | 2 – 1     | Грузія    | товариський матч  | -    | Замінений на 56' |
| 17/05/2002 | Москва            | Україна           | 2 – 0     | Югославія | товариський матч  | -    | Замінений на 65' |
| 19/05/2002 | Москва            | Україна           | 0 – 2     | Білорусь  | товариський матч  | -    | Вийшов на 56'    |
| 21/08/2002 | Київ              | Україна           | 0 – 1     | Іран      | товариський матч  | -    |                  |
| 07/09/2002 | Єреван            | Вірменія          | 2 – 2     | Україна   | Відбір до ЧЄ 2004 | -    |                  |
| 12/10/2002 | Київ              | Україна           | 2 – 0     | Греція    | Відбір до ЧЄ 2004 | -    | Замінений на 71' |
| 16/10/2002 | Белфаст           | Північна Ірландія | 0 – 0     | Україна   | Відбір до ЧЄ 2004 | -    | Замінений на 88' |
| 20/11/2002 | Братислава        | Словаччина        | 1 – 1     | Україна   | товариський матч  | -    | Замінений на 46' |
| 12/02/2003 | Ізмір             | Туреччина         | 0 – 0     | Україна   | товариський матч  | -    | Вийшов на 88'    |
| 29/03/2003 | Київ              | Україна           | 2 – 2     | Іспанія   | Відбір до ЧЄ 2004 | -    | Замінений на 63' |
| 02/04/2003 | Київ              | Україна           | 1 – 0     | Латвія    | товариський матч  | -    | Вийшов на 46'    |
| 30/04/2003 | Копенгаген        | Данія             | 1 – 0     | Україна   | товариський матч  | -    | Замінений на 46' |
| 18/08/2004 | Ньюкасл-апон-Тайн | Англія            | 3 – 0     | Україна   | товариський матч  | -    | Вийшов на 64'    |
| Усього     |                   | Матчів            | 15        |           | Голів             | 0    |                  |

## Тренерська кар'єра
Після закінчення кар'єри гравця увійшов до тренерського штабу барнаульского «Динамо». У вересні 2010 року був змушений подати у відставку як один з фігурантів скандалу, пов'язаного з участю представників тренерського штабу барнаульського клубу в іграх на тоталізаторі на матчі за участі їх команди.

## Досягнення
- Чемпіон України (2): 1998-99, 1999-00
- Володар Кубка України (2): 1998-99, 1999-00
- Медаль «За працю і звитягу» (2006)[5]
- Включений до переліку «33 найкращі футболісти України»: 2002